# Mas al Carrer de Santa Llúcia
El mas al Carrer de Santa Llúcia és un mas construït al segle xviii dins del nucli urbà de Capmany, a la banda de tramuntana del terme, formant cantonada entre els carrers de Santa Llúcia i Alt.

## Arquitectura
Masia de planta irregular formada per diversos cossos adossats amb una gran zona de pati a migdia. L'edifici principal és rectangular, amb la coberta de teula de dues vessants i distribuït en planta baixa i dos pisos. La façana principal, orientada a migdia, presenta un cos adossat cobert amb una terrassa al nivell del primer pis, sostinguda per dues grans voltes de canó bastides en pedra. Les obertures presents a l'edifici són rectangulars, amb els brancals bastits amb carreus de pedra i les llindes planes. Algunes finestres presenten els ampits motllurats i d'altres han estat reformades o bé són de nova obertura. Adossats a la façana de tramuntana hi ha el forn i el pou de la casa, de planta circular, amb les cobertes d'un sol vessant de teula i arrebossats i pintats. La construcció es complementa amb altres cossos adossats a la casa, disposats a la banda de llevant. Tot i que el conjunt està bastit en pedra, majoritàriament presenta els paraments arrebossats i pintats.

## Notícies històriques
El nucli primitiu de Capmany quedava inclòs dins el recinte medieval emmurallat de la Força. De la mateixa manera van aparèixer diferents nuclis de població relacionats: la Força Forana, la vila d'Avall, la vila d'Amunt, la pujada i alguns masos dispersos. Actualment aquesta edificació que data del segle xviii queda englobada dins del nucli urbà de Capmany, dins del barri de la vila d'Amunt, encara que per la seva tipologia i situació correspon a un dels diferents masos que abans eren situats fora de nucli i que amb el creixement posterior de Capmany, produït pels bons resultats de la vinya i de l'olivera durant el segle xviii, varen ser absorbits pel poble.